# Colin Maclaurin
Colin Maclaurin (Kilmodan, Escócia, fevereiro de 1698 — Edinburgh, 14 de junho de 1746) foi um matemático escocês.

## Biografia
Colin Maclaurin nasceu em Kilmodan onde o seu pai era o ministro da paróquia. A aldeia (população 387 em 1904) está no rio Ruel e a igreja está em Glendauel. Foi estudante em Glasgow. Ele se tornou professor de matemática na Faculdade de Marischal, Aberdeen, de 1717 a 1725 e então na Universidade de Edinburgh de 1725 até 1745.  Fez um trabalho notável em geometria, particularmente estudando curvas planas. Ele escreveu uma memória importante na chamada teoria das marés. 
Maclaurin foi eleito um membro da Sociedade Real em 1719 e em 1724 foi premiado pela Academia de Ciências pelo seu trabalho no impacto de corpos. Em 1740 foi premiado com outro prêmio da Academia de Ciências pelo estudo das marés. Este prêmio foi dado juntamente a Maclaurin, Euler e Daniel Bernoulli.
O primeiro trabalho importante de Maclaurin foi a Geométrica Orgânica, um tratado publicado em 1720 que estendia os resultados de Isaac Newton e James Stirling sobre cônicas, cúbicas e curvas algébricas de grau superior. 
Em 1742 publicou Treatise of Fluxions, um tratado em dois volumes, a primeira exposição sistemática dos métodos de Newton escrita como uma resposta ao ataque de Berkeley no cálculo para sua falta de fundamentos rigorosos. Esse Tratado é um trabalho principal de 763 páginas, muito louvado por aqueles que o leram, mas surpreendentemente de pequena influência. 

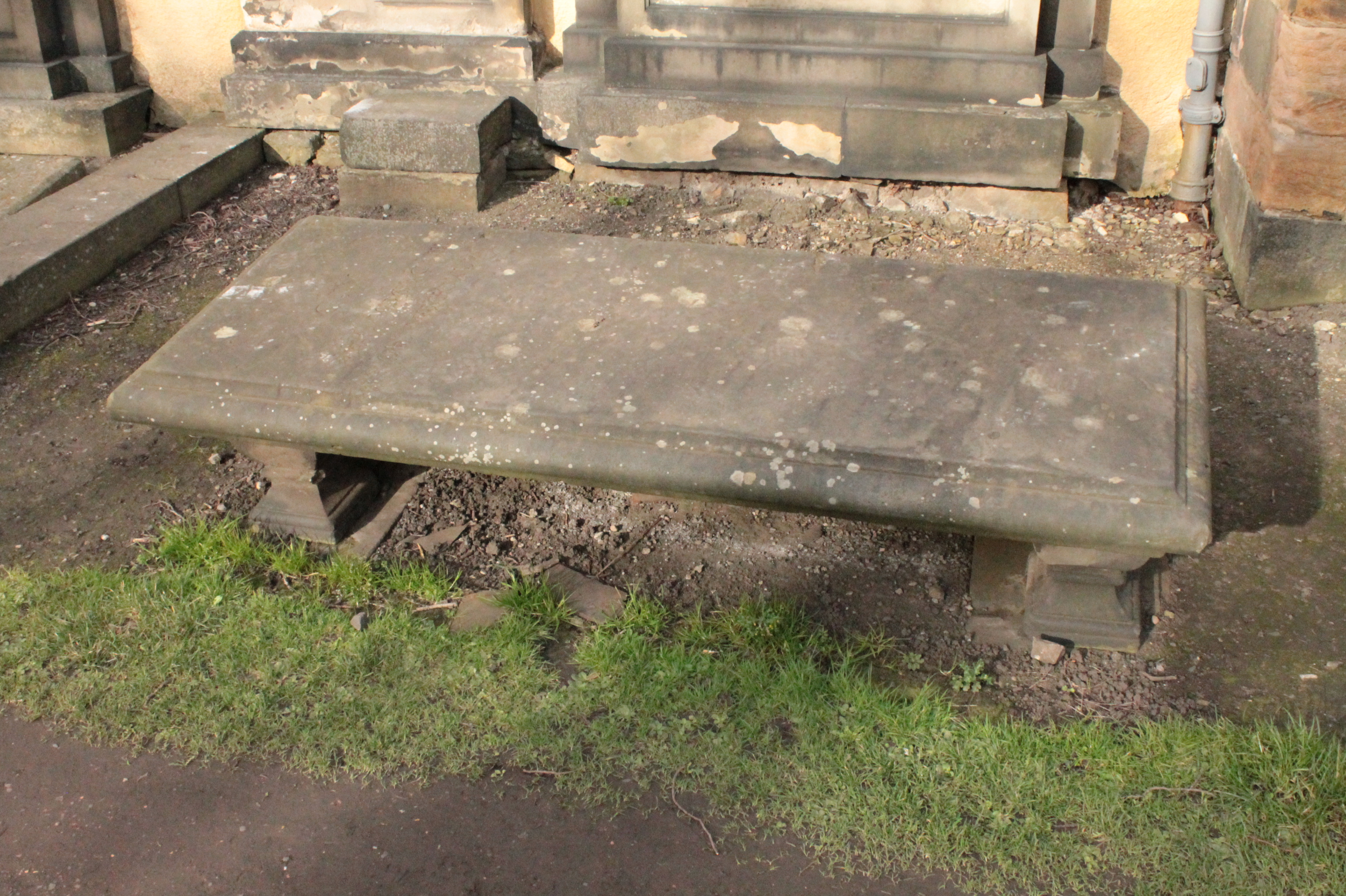
Sepultura de Colin Maclaurin, Greyfriars Kirkyard

Maclaurin apelou aos métodos geométricos dos gregos antigos e para método de Arquimedes da exaustão. No seu Tratado, Maclaurin usa o caso especial da série de Taylor, nomeada agora depois dele (reconhecendo Taylor). Maclaurin também deu o teste integral para a convergência de uma série infinita. Ele investiga em seu Tratado a atração mútua de dois elipsoides de revolução como uma aplicação dos métodos. 

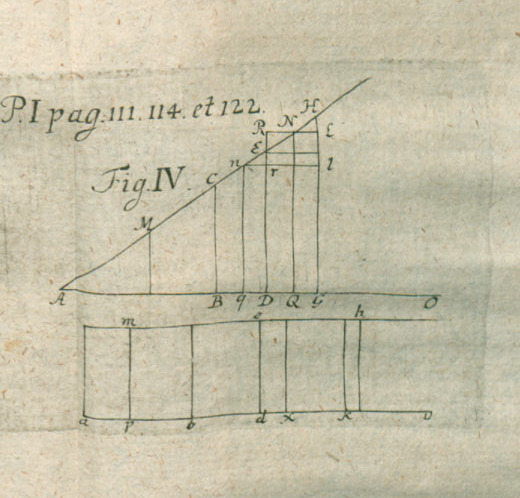
Ilustração da revisão a De fluxionibus libri duo publicada em Acta Eruditorum, 1747

Maclaurin representou um papel ativo na defesa de Edinburgh durante a rebelião de Jacobite em 1745. Quando a cidade caiu Maclaurin fugiu para York e ele morreu no ano seguinte em Edinburgh. 
O Tratado de Maclaurin em álgebra foi publicado em 1748, dois anos depois da sua morte. Outro trabalho informando das descobertas do Sr. Isaac Newton permaneceu incompleto na sua morte mas foi publicado mais tarde.

## Obras
- Geométrica organica, sive descriptio linearum curvarum universalis (1720)
- De linearum geometricarum proprietatibus (1720)
- Treatise of Fluxions (1742)
- Treatise of Algebra (1748)